# Communauté candéenne de coopérations communales
La Communauté candéenne de coopérations communales (4C), dénommée avant mars 2015 communauté de communes du canton de Candé, est une ancienne communauté de communes française située dans le département de Maine-et-Loire et la région Pays de la Loire.
Elle se situe dans la région du Segréen et fait partie du syndicat mixte Pays de l'Anjou bleu, Pays segréen.

## Composition
La Communauté candéenne de coopérations communales regroupe six communes :
| Nom                  | Code Insee | Gentilé    | Superficie (km2) | Population (dernière pop. légale) | Densité (hab./km2) |
| -------------------- | ---------- | ---------- | ---------------- | --------------------------------- | ------------------ |
| Candé (siège)        | 49054      | Candéens   | 5,16             | 2 892 (2014)                      | 560                |
| Angrie               | 49008      | Angriens   | 40,97            | 957 (2014)                        | 23                 |
| Challain-la-Potherie | 49061      | Chalainois | 47,87            | 824 (2014)                        | 17                 |
| Chazé-sur-Argos      | 49089      | Chazéens   | 30,82            | 1 060 (2014)                      | 34                 |
| Freigné              | 49144      | Freignéens | 65,26            | 1 143 (2014)                      | 18                 |
| Loiré                | 49178      | Loiréens   | 33,73            | 879 (2014)                        | 26                 |

## Historique

### Création
Succédant au Syndicat intercommunal à vocation multiple du canton de Candé (SIVM) créé en 1965, la Communauté de communes du canton de Candé voit le jour en 1995,.

### Modifications
En 2006, la Communauté de communes du canton de Candé adopte de nouveaux statuts ; statuts qui seront modifiés en octobre 2008, puis à nouveau en 2009 et 2010.
En 2012, l'intercommunalité modifie son siège et ses compétences en matière d'enfance et de jeunesse. En mai 2013, elle étend ses prérogatives au réseau des bibliothèques.
En 2015, à la suite de la suppression du canton de Candé, la communauté de communes change de dénomination par un arrêté préfectoral du 16 mars et devient la « Communauté candéenne de coopérations communales ».

### Fusion et redistribution des compétences
En raison des dispositions de la loi NOTRe sur la nouvelle population minimale requise pour les intercommunalités, le schéma départemental de coopération intercommunale de Maine-et-Loire, approuvé le 22 janvier 2016 par la Commission départementale de coopération intercommunale, envisage la fusion de la Communauté candéenne de coopérations communales avec la Communauté de communes de la région de Pouancé-Combrée et la Communauté de communes du canton de Segré à partir du 1er janvier 2017.
Elle se concrétise le 16 décembre 2016 pour former Anjou Bleu Communauté par l'extension de la Communauté candéenne de coopérations communales aux périmètres des communes issues de la Communauté de communes de la région de Pouancé-Combrée et de la Communauté de communes du canton de Segré respectivement substituées par les communes nouvelles d'Ombrée d'Anjou et Segré-en-Anjou Bleu.
Les six communes membres de l'ancien périmètre de la Communauté candéenne de coopérations communales créent le 12 décembre 2016 un syndicat intercommunal à vocation unique, le Syndicat Intercommunal du Candéen (SIC) pour exercer certaines compétences qui leur étaient revenues en matière de petite enfance et d'action sociale,.

## Administration

### Compétences[14]
Production, distribution d'énergie :
- Autres énergies

Environnement et cadre de vie :
- Assainissement non collectif
- Collecte des déchets des ménages et déchets assimilés
- Traitement des déchets des ménages et déchets assimilés
- Autres actions environnementales

Sanitaires et social :
- Action sociale

Développement et aménagement économique :
- Création, aménagement, entretien et gestion de zone d'activités industrielle, commerciale, tertiaire, artisanale ou touristique
- Action de développement économique (Soutien des activités industrielles, commerciales ou de l'emploi, Soutien des activités agricoles et forestières...)

Développement et aménagement social et culturel :
- Activités culturelles ou socioculturelles

Aménagement de l'espace :
- Schéma de cohérence territoriale (SCOT)
- Schéma de secteur
- Plans locaux d'urbanisme
- Création et réalisation de zone d'aménagement concertée (ZAC)
- Constitution de réserves foncières
- Études et programmation

Voirie :
- Création, aménagement, entretien de la voirie

Développement touristique :
- Tourisme

Logement et habitat :
- Programme local de l'habitat
- Politique du logement social
- Action en faveur du logement des personnes défavorisées par des opérations d'intérêt communautaire

Autres :
- Gestion de personnel (policiers municipaux et garde-champêtre...)
- Acquisition en commun de matériel
- Gestion d'un centre de secours
- Infrastructure de télécommunication (téléphonie mobile...)
- Autres

### Présidence
Le siège de la communauté de communes est fixé à Candé.
| Période                                  | Période | Identité        | Étiquette       | Qualité                                                            |
| ---------------------------------------- | ------- | --------------- | --------------- | ------------------------------------------------------------------ |
| 2001                                     | 2008    | Gérard Delaunay | UDF-DL puis UMP | Maire de Candé Vice-président du Conseil général de Maine-et-Loire |
| 2008                                     | 2014    | Alain Raymond   | SE              | Maire de Freigné                                                   |
| 2014                                     | 2016    | Gérard Delaunay | UMP             | Maire de Candé                                                     |
| Les données manquantes sont à compléter. |         |                 |                 |                                                                    |

## Population

### Démographie
| 2002 | 2004 | 2006  | 2009  | 2012  | 2013  | 2015 |
| ---- | ---- | ----- | ----- | ----- | ----- | ---- |
| -    | -    | 6 585 | 7 616 | 7 793 | 7 779 | -    |

### Logement
On comptait en 2009, sur le territoire de la communauté de communes, 3 468 logements, pour un total sur le département de 360 144. 88 % étaient des résidences principales, et 69 % des ménages en étaient propriétaires.

### Revenus
En 2010, le revenu fiscal médian par ménage sur la communauté de communes était de 15 392 €, pour une moyenne sur le département de 17 632 €.

## Économie
Sur 745 établissements présents sur l'intercommunalité à fin 2010, 41 % relevaient du secteur de l'agriculture (pour 17 % sur l'ensemble du département), 5 % relevaient du secteur de l'industrie, 10 % du secteur de la construction, 36 % du secteur du commerce et des services (pour 53 % sur le département) et 23 % de celui de l'administration et de la santé.